# 奥迪斯海姆
奥迪斯海姆是德国下萨克森州的一个市镇。总面积13.50平方公里，总人口554人，其中男性302人，女性252人（2011年12月31日），人口密度41人/平方公里。